# Comedy Central Austria
Comedy Central Austria ist ein deutschsprachiger Ableger des US-Comedykanals Comedy Central. Eigentümer ist Paramount International Networks. Das Unterhaltungsprogramm mit dem Schwerpunkt Comedy ist mit dem von Comedy Central Deutschland identisch. Jedoch bietet man für Österreich, wie auch schon bei VIVA und Nickelodeon, eigene Werbefenster an. Der Kanal startete in Österreich am 1. Jänner 2011 und ersetzte VIVA Austria auf der bis dahin gemeinsam genutzten Frequenz mit Nickelodeon. Der Sender verbreitete sein Programm in der Zeit von 20:15 Uhr bis 6:00 Uhr. Neben deutschen Eigenproduktionen werden bis heute auch US-amerikanische, britische und kanadische Produktionen ausgestrahlt.
Seit einiger Zeit wird Comedy Central Austria im Netz von UPC Austria auch als HD-Version verbreitet.
Vom 8. September 2014 bis 30. September 2015 startete Comedy Central sein Programm bereits um 17:00 Uhr. Statt mit Nickelodeon teilte sich der Sender nun die Sendefrequenz mit VIVA Austria. In der Zeit zwischen 6:00 Uhr und 17:00 Uhr war das Programm von VIVA zu sehen. Bis 30. September 2014 erfolgte eine Simulcast-Übertragung des Programms auf der bisherigen und auf der VIVA-Frequenz. Von 1. Oktober 2015 bis 31. Dezember 2018 sendete Comedy Central von 14:00 Uhr bis 2:00 Uhr und daher 1 Stunde weniger als zuvor. Zwischen 2:00 Uhr und 14:00 Uhr strahlte VIVA sein Programm aus.
Seit 31. Dezember 2018 um 14:00 Uhr sendet Comedy Central Austria 24 Stunden am Tag. VIVA wurde eingestellt.
Seit dem 1. Oktober 2021 sendet Comedy Central Austria zwischen 20:15 Uhr und 1:00 Uhr mit Nick Austria auf einer Frequenz.
Am 31. Januar 2022 stellte Comedy Central Austria seinen 24 Stunden-Betrieb über Satellit ein. Über Kabel und IPTV bleibt der Sender 24 Stunden erhalten, auch das Fenster auf Nick Austria von 20:15–01:00 Uhr bleibt erhalten.
Seit dem 26. Juni 2025 ist bekannt, dass Nickelodeon Austria, mit dem sich Comedy Central Austria zusätzlich zum 24 Stunden Sender von 20:15 Uhr bis 01:00 Uhr eine Frequenz teilt, die am 1. Juli 2025 eingestellt wurde. Das 24-Stunden-Programm von Comedy Central Austria bleibt auf Sendung.

## Sendezeiten
|                                          | 06:00               | 14:00               | 17:00               | 20:15          | 02:00          | 05:45               |
| ---------------------------------------- | ------------------- | ------------------- | ------------------- | -------------- | -------------- | ------------------- |
| 1. Jänner 2011 bis 30. September 2014    | Nickelodeon Austria | Nickelodeon Austria | Nickelodeon Austria | Comedy Central | Comedy Central | Nickelodeon Austria |
| 8. September 2014 bis 30. September 2015 | VIVA Austria        | VIVA Austria        | Comedy Central      | Comedy Central | Comedy Central | Comedy Central      |
| 1. Oktober 2015 bis 31. Dezember 2018    | VIVA Austria        | Comedy Central      | Comedy Central      | Comedy Central | VIVA Austria   | VIVA Austria        |
| seit 1. Jänner 2019                      | Comedy Central      | Comedy Central      | Comedy Central      | Comedy Central | Comedy Central | Comedy Central      |

## Sendungen
- Siehe auch: Liste der Comedy-Central-Sendungen

## Senderlogos

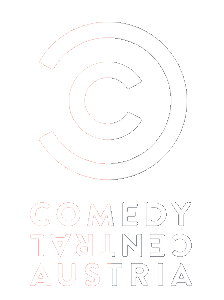
Cornerlogo von Comedy Central Austria bis 2018
Logo von 2011 bis 2018
Logo des HD-Ablegers von 2011 bis 2018
Das neue Comedy Central-Logo seit 1. Jänner 2019
Das neue Comedy Central HD-Logo seit 1. Jänner 2019
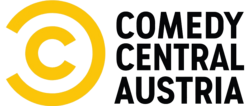
Das OnAir Comedy Central-Logo seit 1. Jänner 2019